# Otostigmus longipes
Otostigmus longipes är en mångfotingart som beskrevs av Wolfgang Bücherl 1939. Otostigmus longipes ingår i släktet Otostigmus och familjen Scolopendridae. Inga underarter finns listade i Catalogue of Life.